# Каньяпа
Каньяпа (исп. Laguna Cañapa) — небольшое бессточное озеро на Альтиплано, в юго-западной части Боливии недалеко от границы с Чили. Административно расположено на территории департамента Потоси. Лежит на высоте 4134 метра. Площадь Каньяпы составляет 1,42 км². На озере обитают андские фламинго и фламинго Джеймса.

Средняя температура в регионе составляет 11 °C. Самый теплый месяц — декабрь при средней температуре 18 °C, а самый холодный — июль при средней температуре 2 °C. Среднее количество осадков составляет 240 миллиметров в год. Самый влажный месяц — январь (70 мм осадков), а самый сухой — июль (5 мм осадков). 

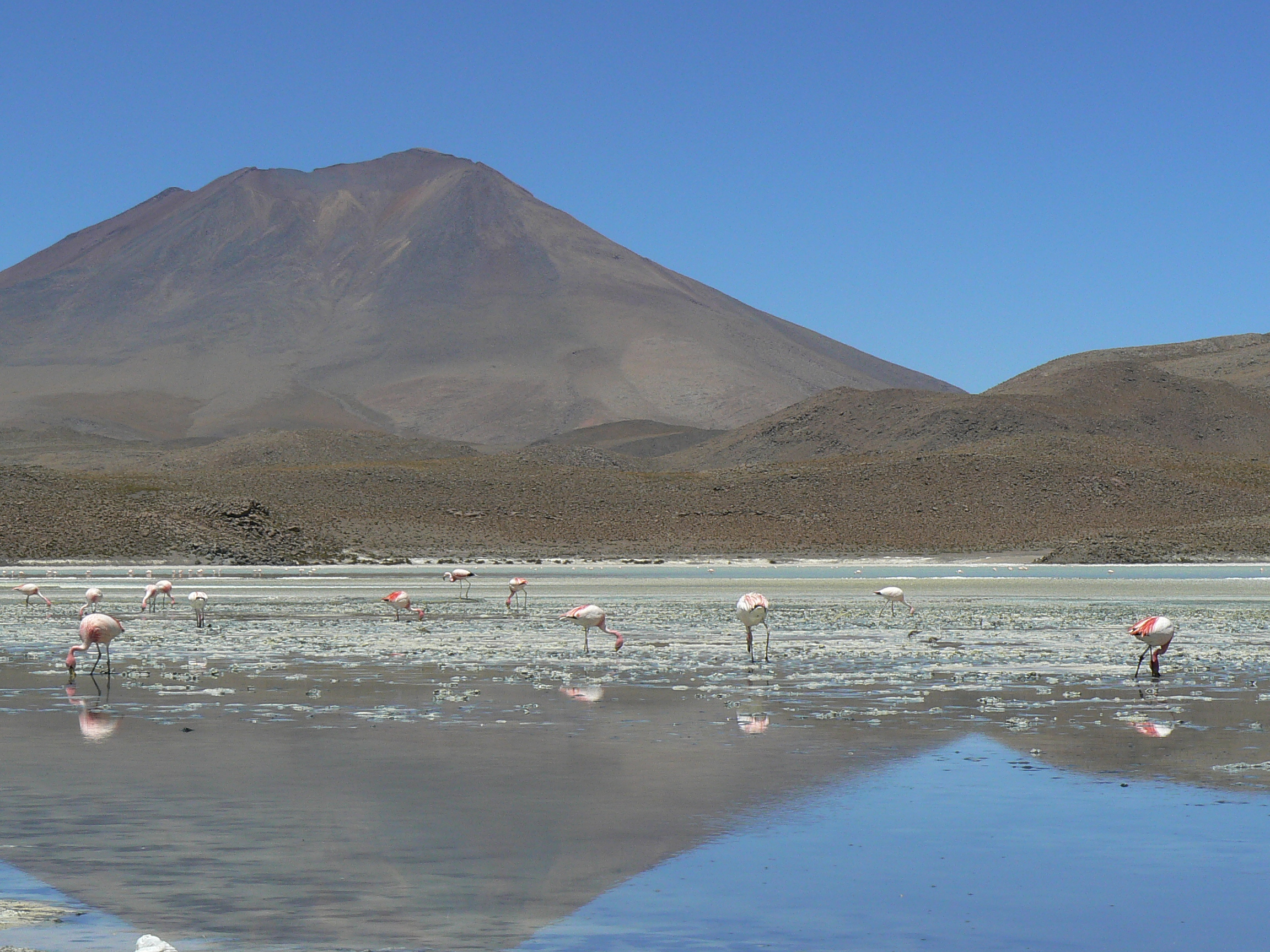
Фламинго Джеймса на озере
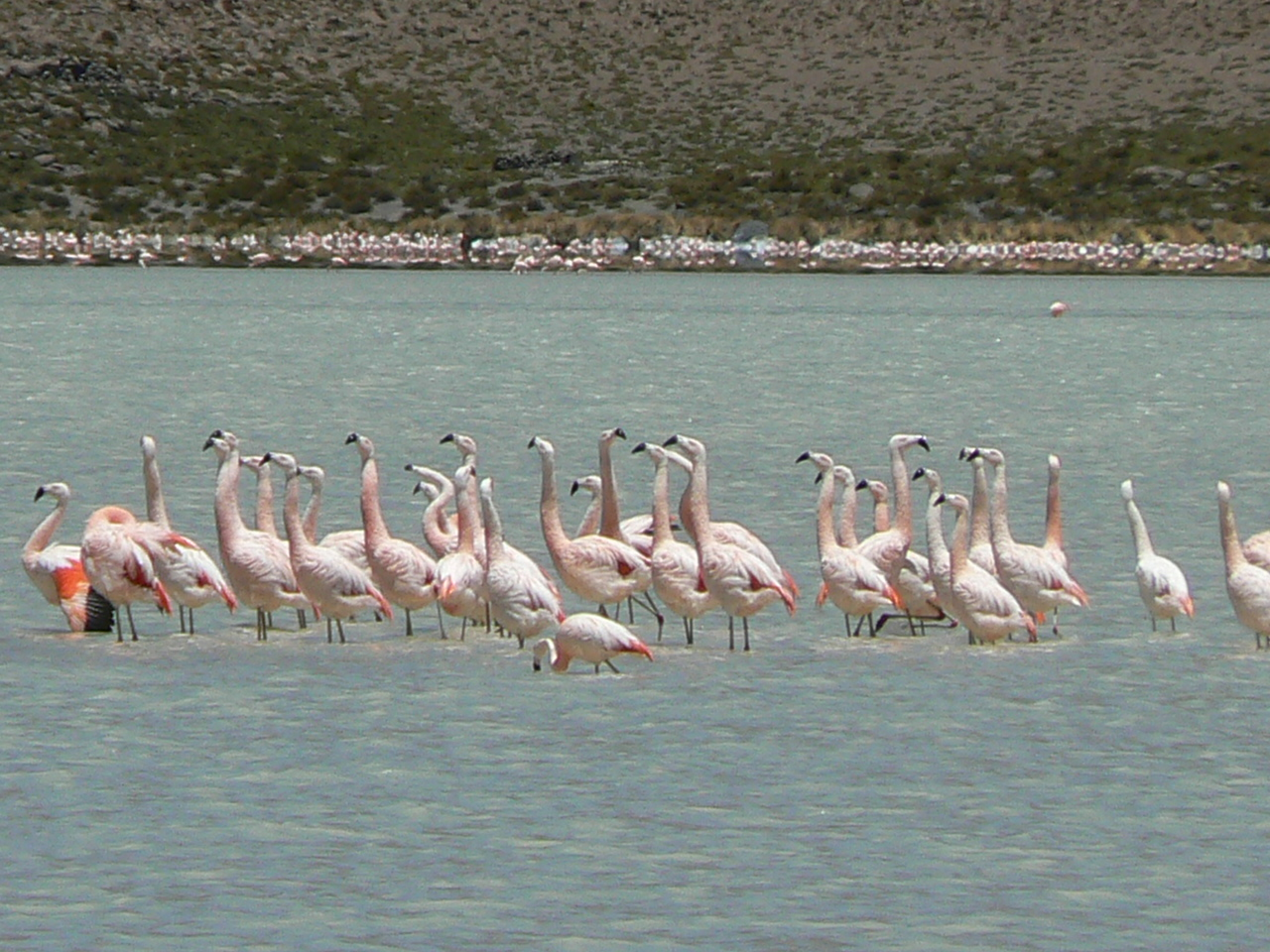
Чилийские фламинго